# Mordella diversepubens
 Mordella diversepubens es una especie de coleóptero de la familia Mordellidae.

## Distribución geográfica
Habita en Borneo.